# La Aduana (Tabasco)
La Aduana es una localidad del municipio de Huimanguillo ubicado en la subregión de la Chontalpa del estado mexicano de Tabasco.

## Geografía
La localidad de La Aduana se sitúa en las coordenadas geográficas 18°03′03″N 93°58′03″O / 18.050833, -93.967500, a una elevación de 1 metro sobre el nivel del mar.

## Demografía
Según el Conteo de Población y Vivienda 2020, efectuado por el Instituto Nacional de Estadística y Geografía, la localidad de La Aduana tiene 9 habitantes, de los cuales 136 son del sexo masculino y 133 del sexo femenino. Su tasa de fecundidad es de 2.33 hijos por mujer y tiene 3 viviendas particulares habitadas.
| Gráfica de evolución demográfica de La Aduana entre 1995 y 2020 |
|                                                                 |
| INEGI.                                                          |